# ثابت تجمد المحاليل
ثابت تجمد المحاليل (بالإنجليزية: Cryoscopic constant) هو معامل يربط بين المولالية وانخفاض نقطة التجمد (وهي خاصية تجميعية) وهي نسبة الأخير إلى الأول ،في علم الديناميكا الحرارية :
{\displaystyle {\ce {\displaystyle \Delta T_{f}=-i\cdot K_{f}\cdot b}}}
حيث:
- ΔTf: انخفاض نقطة التجمد، بوحدة كلفن.
- i: عامل قانون فان هوف، وهو عدد الجسيمات التي ينقسم إليها المذاب أو يتشكل عند ذوبانه.
- Kf: ثابت تجمد المحاليل، بوحدة كلفن/مولال.
- b: مولالية الحل، بوحدة مول/كجم.

### انخفاض نقطة التجمد
هو ظاهرة انخفاض نقطة تجمد المذيب النقي عند إضافة مادة مذابة إليه، ويعتمد هذا الانخفاض على عدد الجسيمات المذابة في المذيب، وليس على طبيعتها.
استخدامات ثابت تجمد المحاليل
يمكن استخدام ثابت تجمد المحاليل لحساب الكتلة المولية للمذاب غير المعروف، وذلك باستخدام المعادلة التالية:
```
M = Kf⋅ΔTf/ib
```

حيث:
- M: الكتلة المولية للمذاب، بوحدة جرام/مول.
- Kf: ثابت تجمد المحاليل، بوحدة كلفن/مولال.
- ΔTf: انخفاض نقطة التجمد، بوحدة كلفن.
- i: عامل قانون فان هوف، وهو عدد الجسيمات التي ينقسم إليها المذاب أو يتشكل عند ذوبانه.
- b: مولالية الحل، بوحدة مول/كجم.

### تطبيقات أخرى
يمكن استخدام ثابت تجمد المحاليل لتحديد المحتوى الحراري المولي لانصهار المذيب، وذلك باستخدام المعادلة التالية:
```
ΔHfus = R⋅Tf2/Kf
```

حيث:
- ΔHfus: المحتوى الحراري المولي لانصهار المذيب، بوحدة جوجول/مول.
- R: ثابت الغازات العام، بوحدة جوجول/مول⋅كلفن.
- Tf: نقطة تجمد المذيب النقي، بوحدة كلفن.
- Kf: ثابت تجمد المحاليل، بوحدة كلفن/مولال.[1][2]

### قيم ثابت تجمد المحاليل
تختلف قيم ثابت تجمد المحاليل باختلاف المذيب. وفيما يلي بعض القيم الشائعة:
- الماء: 1.853 كلفن/مولال
- الإيثانول: 2.53 كلفن/مولال
- البنزين: 5.12 كلفن/مولال